# XPde
XPDE (XP Desktop Environment) è un ambiente desktop grafico per postazioni di lavoro Unix, nato nel 2004.

## Caratteristiche
Questo ambiente grafico si propone di clonare la grafica e le impostazioni del sistema operativo Microsoft Windows XP, portandole sui sistemi Linux. Dispone inoltre di un proprio gestore delle finestre denominato XPwm.

## Il nome XPDE
Al contrario di quanto si possa pensare le lettere XP nel nome non indicano, come avviene in Windows, la parola eXPerience, ma sono due lettere non definite, la non definizione di queste due lettere è strategica per evitare controversie legali con la ditta produttrice di Windows, Microsoft.
Il sito ufficiale propone un documento nel quale viene spiegato il perché il nome non viola nessuna legge sul diritto d'autore.